# Castellar de la Frontera
Castellar de la Frontera là một đô thị trong tỉnh Cádiz, Tây Ban Nha. Theo điều tra dân số 2005 đô thị này có dân số là 2874 người.

## Dân số
| 1999  | 2000  | 2001  | 2002  | 2003  | 2004  | 2005  |
| ----- | ----- | ----- | ----- | ----- | ----- | ----- |
| 2.483 | 2.531 | 2.575 | 2.642 | 2.677 | 2.813 | 2.874 |

Source: INE (Tây Ban Nha)